# رئم عربي
الرئم العربي أو الريم العربي أو ببساطة الرئم أو الريم (الاسم العلمي: Gazella marica)، هو نوع من الغزال من الصحاري السورية والعربية . واليوم تعيش في البرية في مجموعات صغيرة ومعزولة في المملكة العربية السعودية والإمارات العربية المتحدة وعُمان وجنوب شرق تركيا. قد توجد أعداد صغيرة أيضًا في الكويت والعراق والأردن وسوريا. يُعتقد أن إجمالي عدد غزلان الرئم أقل من 3000. ويحتجز عدد أكبر بكثير في الأسر أو الاحتياطيات أو برامج التربية، ربما أكثر من 100000.

## التصنيف
كان غزال الرمال يعد حتى وقت قريب نويعًا من الغزال الدرقي. أثبتت دراسة جينية عام 2010 أنها كانت سلالة متميزة ويعد الآن نوعًا منفصلًا. وجد التحليل الجيني الإضافي الذي تم الإبلاغ عنه في عام 2012 أن غزال الرمال كان وثيق الصلة بغزالين من شمال إفريقيا وهما غزال الأطلس والرئم الإفريقي، ربما ينتميان إلى نوع واحد.

## الوصف والسلوك
الطول: 95- 120 سم، طول الذيل: 13-17 سم، الوزن: 30 كغ للذكر وأقل من ذلك للأنثى. طول قرون الذكور: 20-30 سم، طول قرون الإناث: 10 سم.
غزال الرئم هو من أكبر أنواع غزلان الجزيرة العربية. يشتهر بجمال شكله ورشاقة حركته أثناء الجري، وهو حذر جداً فعند الخطر لا يقفز مثل بقية الغزلان، بل يعدو مسرعاً مبتعداً عن مصدر الخطر. له بنية قوية ولون رملي فاتح. الخطوط الموجودة على وجهه وخاصرتيه غير واضحة، أما بطنه فأبيض اللون. يوجد على الوجه خط بني يمتد من العينين إلى الفم، للذكر قرون طويلة قيثارية الشكل، ويتميز أيضا بوجود انتفاخ في العنق يزداد حجمه أثناء موسم التزاوج.